# Selhon
Selhon Fònt d'Argenç (en francès Seillons-Source-d'Argens) és un municipi francès situat al departament del Var i a la regió de Provença – Alps – Costa Blava.

## Demografia
| 1962                                       | 1968 | 1975 | 1982 | 1990 | 1999  | 2006  |
| ------------------------------------------ | ---- | ---- | ---- | ---- | ----- | ----- |
| 292                                        | 295  | 309  | 397  | 844  | 1.610 | 2.011 |
| Des de 1962: població sense dobles comptes |      |      |      |      |       |       |

## Administració
| Període | Identitat     | Partit |
| ------- | ------------- | ------ |
| 1983-   | Eugène Berton |        |